# National Association of Theatre Owners
Il National Association of Theatre Owners (noto anche come N.A.T.O.) è un'organizzazione commerciale con sede negli Stati Uniti d'America i cui membri sono i proprietari di sale cinematografiche. Ne fanno parte, come membri, le maggiori catene cinematografiche, ma anche molti operatori cinematografici indipendenti. Rappresentano oltre 26.000 cinema di tutti i 50 stati americani e di molte altre nazioni del mondo.

## Storia
La N.A.T.O. è stata fondata nel 1965 dalla fusione delle due più grandi organizzazioni cinematografiche, la Theater Owners of America e l''Allied States Association of Motion Picture Exhibitors.

## Rivista
La rivista ufficiale della National Association of Theatre Owners è il Boxoffice.

## Eventi
La National Association of Theatre Owners nel corso degli anni ha creato eventi cinematografici seguiti in tutto il mondo.

### ShoWest
Fondato nel 1975, lo ShoWest è uno degli eventi cinematografici principali dell'azienda Nielsen Company, si svolge solitamente nel mese di marzo. Si tratta di un convegno del cinema, una fiera dove vengono presentati o pubblicizzati film.
È considerato il raduno più grande e più importante di operatori cinematografici in tutto il mondo, in cui il business della distribuzione fa il bilancio dei suoi problemi, e valuta il suo futuro.

### American Movie Awards
Nel 1980 la N.A.T.O. ha avviato gli American Movie Awards, che si tenevano al Saban Theatre di Beverly Hills, California; andarono in onda sul canale statunitense NBC ed i vincitori erano votati dai proprietari delle catene cinematografiche. Per difficoltà legali nel 1981 i premi non furono presentati e nel 1982 si svolse la seconda ed ultima edizione. Gli American Movie Awards finirono a causa della forte concorrenza di altri premi cinematografici.

### CinemaCon
Il CinemaCon (noto anche come Las Vegas CinemaCon) viene fondato nel 2011 ed è il convegno ufficiale del National Association of Theatre Owners. Il primo incontro è avvenuto nel mese di marzo al Caesars Palace di Las Vegas (Nevada). La seconda convention è avvenuta tra il 23 ed il 26 aprile 2012 nella stessa sede.

#### CinemaCon Awards
Il CinemaCon premia anche alcune categorie del mondo del cinema con i CinemaCon Awards.

##### 2011
2011
- Cameron Diaz - Female Star of the Year Award
- Vin Diesel - Action Star of the Year Award
- Rosie Huntington-Whiteley - Female Star of Tomorrow Award
- Chris Hemsworth - Male Star of Tomorrow Award
- Blake Lively - Breakthrough Performer of the Year Award
- Ryan Reynolds - Male Star of the Year Award
- Harry Potter Film Franchise - Hall of Fame Award
- Helen Mirren - Career Achievement Award
- Russell Brand - Comedy Star of the Year Award
- Morgan Spurlock - Documentary Filmmaker of the Year Award
- Tyler Perry - Visionary Award
- Jason Momoa - Rising Star of 2011 Award (male)
- Julianne Hough - Rising Star of 2011 Award (female)
- Sid Ganis - Inter-Society's 2011 Ken Mason Award
- Miky Lee - Global Achievement in Exhibition Award
- Richard Fox - Passepartout Award
- Dick Cook - Pioneer of the Year

##### 2012
2012
- Jennifer Garner - Female Star of the Year Award
- Jeremy Renner - Male Star of the Year Award
- Dwayne Johnson - Action Star of the Year Award
- Anna Faris - Comedy Star of the Year Award
- Chloë Moretz - Female Star of Tomorrow Award
- Taylor Kitsch - Male Star of Tomorrow Award
- Josh Hutcherson - Breakthrough Performer of the Year Award
- Charlize Theron - Distinguished Decade of Achievement in Film Award
- Michelle Pfeiffer - 2012 Cinema Icon Award
- Sylvester Stallone - Career Achievement Award
- Judd Apatow - Award of Excellence in Filmmaking
- Timur Bekmambetov - International Filmmaker of the Year Award
- Universal Pictures International's Jack Ledwith - Passepartout Award
- Ted Pedas - NATO Marquee Award
- Delfin Fernandez - International Achievement in Exhibition Award
- Jeffrey Katzenberg - Pioneer of the Year

##### 2013
2013
- Chris Pine - Male Star of the Year Award
- Melissa McCarthy - Female Star of the Year Award
- Justin Lin - Director of the Year Award
- Armie Hammer - Male Star of Tomorrow Award
- Vince Vaughn, Owen Wilson - Comedy Duo of the Year Award
- Joseph Gordon-Levitt - Breakthrough Filmmaker of the Year Award
- Aubrey Plaza - Breakthrough Performer of the Year Award
- Morgan Freeman - 2013 Cinema Icon Award
- Harrison Ford - Lifetime Achievement Award
- Elizabeth Banks - Award of Excellence in Acting
- Asa Butterfield - Rising Star of 2013 Award
- David Kornblum - Passepartout Award
- Amy Miles - NATO Marquee Award
- Alejandro Ramirez Magaña - Global Achievement in Exhibition Award
- Kathleen Kennedy - Pioneer of the Year